# Éparchie d'Amérique de l'ouest
L'éparchie d'Amérique de l'ouest (en serbe cyrillique : Епархија западноамеричка ; en serbe latin : Eparhija zapadnoamerička) est une éparchie, c'est-à-dire une circonscription de l'Église orthodoxe serbe. Elle s'étend sur les États-Unis et le Mexique. Elle a son siège à Alhambra en Californie et, en 2016, elle a à sa tête l'évêque Maksim.

## Histoire
L'éparchie d'Amérique de l'ouest a été créée en 1963. Elle a été dirigée par les évêques Grigorije Udicki (1963-1983), Hrizostom Stolić (1988-1992), Jovan Mladenović (1994-2002) et Maksim Vasiljević (à partir de 2006).

## Paroisses
L'éparchie administre les paroisses et monastères suivants :

### États-Unis

#### Alaska
- Anchorage : mission orthodoxe serbe Saint-Pierre-de-Koriša
- Ouzinkie : monastère Saint-Nil et monastère Saint-Michel

#### Arizona
- Bisbee : église Saint-Étienne-Nemanja
- Phoenix : église Saint-Sava et église Saint-Nicolas
- Safford : monastère Saint-Païssy-Velitchkovsky

#### Californie
- Alhambra : cathédrale Saint-Étienne et chapelle Saint-Pierre-de-Koriša
- Anderson : église Saint-André-le-Fou-du-Christ
- Angels Camp : mission orthodoxe serbe Saint-Basile-d'Ostrog
- Arcadia : église du Christ-Sauveur
- Escondido : monastère de la Présentation-du-Christ-au-Temple
- Fair Oaks : église de la Dormition-de-la-Mère-de-Dieu
- Fresno : église Saint-Pierre
- Irvine : église de la Nativité-de-la-Mère-de-Dieu
- Jackson : église Saint-Sava
- Moraga : église de la Sainte-Trinité
- Oakland : église Saint-Georges
- Platina : monastère Saint-Herman-d'Alaska
- San Diego : église Saint-Georges
- San Francisco : cathédrale Saint-Jean-Baptiste et chapelle de la Dormition dans le cimetière orthodoxe serbe
- San Gabriel : église Saint-Sava
- San Marcos : église de la Sainte-Parascèce
- Saratoga : église Saint-Michel
- Wildwood (en) : monastère Sainte-Xenia

#### Colorado
- Denver : mission orthodoxe serbe Saint-Jean-Baptiste
- Colorado Springs : mission orthodoxe serbe de l'Annonciation-de-la-Mère-de-Dieu

#### Hawaï
- Honolulu : paroisse orthodoxe serbe Saint-Lazare

#### Idaho
- Boise : mission orthodoxe serbe de la Résurrection

#### Montana
- Butte : église de la Sainte-Trinité
- Kalispell : mission orthodoxe Saint-Herman-d'Alaska

#### Nevada
- Las Vegas : église Saint-Siméon-le-Myroblyte
- Reno : mission orthodoxe serbe Saint-Jean-Baptiste

#### Oregon
- Portland : église Saint-Étienne
- Eugene : église Saint-Jean-le-Faiseur-de-Miracles

#### Utah
- Salt Lake City : paroisse Saint-Michel

#### Washington
- Seattle : église Saint-Sava et église du Linceul-de-la-Mère-de-Dieu

### Mexique
- Mexico : paroisse et mission Saint-Nicolas-de-Žiča